# Cueva de los Tayos
Cueva de los Tayos (do espanhol, "Caverna dos Guácharos") é uma caverna localizada nas encostas orientais da Cordilheira dos Andes, na província de Morona-Santiago, no Equador. Às vezes é chamada de Cueva de los Tayos de Coangos (o rio Coangos fica localizado próximo).
A caverna é nomeada após as aves noturnas chamadas guácharos (Steatornis caripensis), que habitam a caverna e são características das florestas tropicais andinas. São as únicas aves noturnas frugívoras do mundo, e uma das poucas que usam ecolocalização para se orientarem no escuro.

## Localização
A Cueva de los Tayos está localizada na província de Morona-Santiago, no Equador, nas encostas orientais da Cordilheira dos Andes. A caverna fica a 2 quilômetros (1,2 milhas) ao sul do rio Santiago e 800 metros (2.600 pés) a oeste do rio Coangos. A entrada principal da caverna está situada a uma altitude de cerca de 800 metros (2.600 pés) em camadas finas de calcário e xisto, dentro de uma floresta tropical no fundo de um vale seco.
É a caverna mais longa do Equador, com 4,6 quilômetros (2,9 mi) de passagens espaçosas e uma câmara medindo 90 por 240 metros (300 por 790 pés). A maior das três entradas é um poço de 65 metros (213 pés) de profundidade. A caverna tem um alcance vertical de 201 metros (659 pés) com seu ponto mais baixo terminando em um carter.
O acesso à caverna é restrito e é necessário obter permissão para visitá-la. Para conseguir a permissão, é preciso pagar uma taxa destinada a melhorar as comunidades e obter a autorização na Federação Interprovincial de Centros Shuar (FICSH) em Sucúa, Equador.
A Cueva de los Tayos é usada pelo povo nativo Shuar, que desce na caverna a cada primavera usando escadas de videira e tochas de bambu para coletar o óleo de filhotes de guácharos (ou "tayos" em espanhol), que possuem bastante gordura quando novos. As referências escritas à caverna remontam a 1860 e foram visitadas por garimpeiros e militares na década de 1960.

## História
A caverna foi descoberta pelos nativos Shuar, que desciam a caverna para coletar filhotes de guácharos. A caverna também era usada pelos Shuar como um local sagrado e era considerada uma passagem para o submundo.
A primeira referência escrita à caverna remonta a 1860, quando foi visitada por exploradores europeus. Durante a década de 1960, a caverna tornou-se mais conhecida no mundo ocidental graças a expedições lideradas pelo explorador e engenheiro austríaco Juan Moricz, que tinha um grande interesse na região e em culturas antigas. Moricz acreditava que a caverna continha evidências de uma civilização antiga e realizou várias expedições na região em busca de provas de sua teoria.
As expedições de Moricz, foram bem-sucedidas em descobrir novas áreas da caverna e colecionar amostras de artefatos, como cerâmicas e ferramentas de pedra, que sugeriam a presença de atividade humana na caverna. No entanto, Moricz nunca encontrou evidências concretas de uma civilização antiga na caverna.
Após a morte de Moricz em 1991, a caverna continuou sendo um local de interesse para cientistas e exploradores. Em 2008, uma expedição liderada pela National Geographic Society realizou uma nova medição da caverna, confirmando sua extensão e características geológicas.
Hoje em dia, a caverna é usada principalmente para fins turísticos, com visitas regulares de pessoas que querem explorar a beleza natural e os mistérios da Cueva de los Tayos. A caverna também é importante para os nativos Shuar, que ainda a utilizam como um local sagrado e de coleta de guácharos. A preservação da caverna é uma preocupação constante das autoridades locais e organizações de proteção ambiental.
Hoje, a Cueva de los Tayos alem de um local turístico popular, também continua a ser um importante local de estudo para os cientistas. Seu passado fascinante e sua beleza natural fazem dela um local único e valioso para a humanidade.

## O Ouro dos Deuses
Uma expedição de 1969 à caverna é descrita no livro de Pino Turolla, de 1970, Além dos Andes. Erich von Däniken escreveu em seu livro de 1973, "O Ouro dos Deuses", que János Juan Móricz (1923-1991) havia afirmado ter explorado a Cueva de los Tayos em 1969 e descoberto montes de ouro, esculturas incomuns e uma biblioteca de metal. Esses itens teriam sido encontrados em túneis artificiais que teriam sido criados por uma civilização perdida com a ajuda de seres extraterrestres. Von Däniken já havia afirmado em seu livro de 1968, "Eram os Deuses Astronautas?", que seres extraterrestres estiveram envolvidos em civilizações antigas.

## Expedição BCRA de 1976
Como resultado das afirmações publicadas no livro de von Däniken, uma investigação da Cueva de los Tayos foi organizada por Stan Hall da Escócia, em 1976. Uma das maiores e mais caras explorações de cavernas já realizadas, a expedição envolveu mais de cem pessoas, incluindo especialistas em diversas áreas, militares britânicos e equatorianos, uma equipe de filmagem e o ex-astronauta americano Neil Armstrong. A equipe também incluiu oito experientes espeleólogos britânicos que exploraram minuciosamente a caverna e realizaram uma pesquisa precisa para produzir um mapa detalhado da mesma. Não havia evidências das afirmações mais exóticas de Von Däniken, embora algumas características físicas da caverna fossem semelhantes às suas descrições e alguns itens de interesse zoológico, botânico e arqueológico tenham sido encontrados. O pesquisador líder encontrou-se com a fonte indígena de Moricz, que afirmou que haviam investigado a caverna errada e que a verdadeira caverna era secreta.

## Expedições 2006-2009

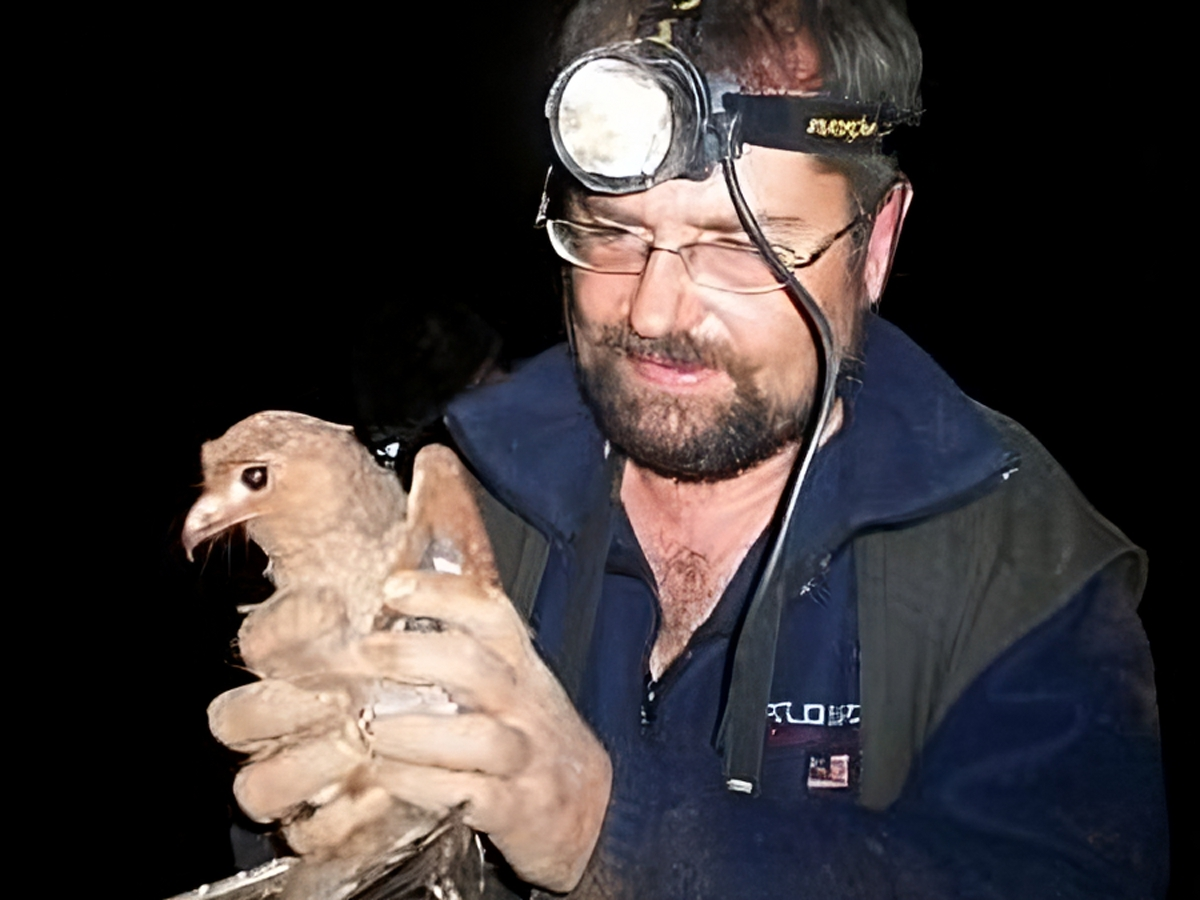
Alex Chionetti segurando um guácharo, ave que dá nome à Cueva de los Tayos.

Como amigo e discípulo dos principais protagonistas e descobridores das cavernas (década de 1960), o explorador e cineasta argentino Alex Chionetti realizou uma série de expedições entre 2006 e 2009. Em 2007, ele alcançou as profundezas da principal caverna (a Cueva del Río Coangos) após vários meses de ida e volta pela selva e hostilidades dos povos indígenas locais.
Chionetti descobriu figuras de animais ao longo dos rios subterrâneos no sistema de cavernas Pastaza Tayos, assim como uma gravação em uma pátina de ouro representando um duplo quadrilátero. Também em Coangos, ele foi o primeiro a registrar digitalmente o agora chamado Portão de Entrada Moricz (anteriormente de Von Daniken), destacando o que é chamado de "pedra fundamental", um detalhe arquitetônico que provaria que partes da estrutura foram construídas ou adaptadas à paisagem ou ambiente natural das cavernas.
O explorador argentino, colocou o lugar no mapa (2010) ao atuar como produtor consultor para a série "Ancient Aliens" (History Channel, Promoeteous Entertainment).
Em seu livro de best-seller "Mistérios das Cavernas Tayos", Chionetti narra sua emocionante exploração e odisseia de sobrevivência quando um grupo nativo Shuar decidiu atacar seu grupo depois de deixar as cavernas. A imprensa americana cobriu a história na primeira página, descrevendo Chionetti como um verdadeiro Indiana Jones, lutando pela selva amazônica e perseguido como o lendário explorador do cinema.

## Rumo ao Desconhecido (Expedição de 2018)
Em 31 de janeiro de 2018, a Caverna de Tayos foi destaque no 6º episódio da 4ª temporada de "Expedition Unknown", intitulado "Hunt for the Metal Library". O programa acompanhou a expedição liderada pelo explorador Josh Gates e sua equipe, que se dirigiu ao Equador para explorar as profundezas da caverna.
Para a expedição, a equipe de Gates contou com a ajuda de um guia local da tribo Shuar e de Eileen Hall, filha de Stan Hall, líder da expedição de 1976 que investigou a caverna após as alegações de Von Däniken. A equipe teve que superar vários obstáculos, como atravessar rios caudalosos, enfrentar condições climáticas adversas e desbravar a densa floresta equatorial para chegar à entrada da caverna.
Uma vez dentro da caverna, a equipe enfrentou desafios ainda maiores, como o labirinto de passagens e a escuridão total. Eles usaram tecnologia avançada, como drones e equipamentos de escaneamento a laser, para ajudá-los a mapear e explorar a caverna.
Embora a equipe tenha encontrado algumas evidências interessantes de atividade humana na caverna, como antigas ferramentas de pedra e cerâmicas, eles não encontraram nenhuma biblioteca de metal, ou outras evidências de uma civilização avançada. No entanto, a expedição foi considerada um sucesso, já que conseguiu explorar áreas da caverna que nunca haviam sido exploradas antes e ajudou a lançar luz sobre os mistérios e lendas que cercam a Caverna de Tayos.
Após a exaustiva e arriscada expedição às cavernas nas profundezas das selvas equatorianas, o renomado explorador Josh Gates e dois membros de sua equipe da Unknown Expedition relataram ter contraído uma doença desconfortável e preocupante: a histoplasmose, uma infecção fúngica comumente transmitida pelas fezes de morcegos.
A histoplasmose é uma doença respiratória causada pelo fungo Histoplasma capsulatum, que cresce em solos úmidos ricos em nitrogênio devido à presença de excrementos de morcegos, aves e outros animais. Quando as fezes secam e são perturbadas, os esporos do fungo podem ser inalados e causar a infecção.
Após a expedição, Josh Gates e sua equipe foram submetidos a testes médicos, e os resultados indicaram a presença de anticorpos para o Histoplasma capsulatum em seus sistemas. Felizmente, com o tratamento médico adequado, eles conseguiram se recuperar completamente da doença.

## Biblioteca de metal
A biblioteca de metal é um dos principais objetos de interesse relacionados à Cueva de los Tayos, uma caverna localizada na floresta amazônica do Equador. Segundo a teoria de Erich von Däniken, um escritor suíço conhecido por suas especulações sobre a possibilidade de contato entre seres humanos antigos e seres extraterrestres, a biblioteca é composta por placas metálicas com inscrições que contêm conhecimento avançado. A existência desta biblioteca de metal foi relatada pela primeira vez em 1973, no livro "O Ouro dos Deuses", de von Däniken.
Desde então, a existência desta biblioteca tem sido objeto de controvérsia e muitas expedições foram organizadas para tentar encontrá-la. No entanto, até hoje, não há evidências concretas que comprovem a existência da biblioteca de metal. Muitas pessoas acreditam que a teoria de von Däniken é infundada e que a biblioteca é uma invenção. Outros argumentam que a biblioteca pode existir, mas que ainda não foi encontrada.
Apesar das divergências de opinião, a biblioteca de metal continua a intrigar muitas pessoas, e a Cueva de los Tayos permanece como um local de grande interesse arqueológico e histórico.